# نظریه فوکو
تئوری انقلاب از راه جنگ چریکی (به اسپانیایی: Foco)(به انگلیسی: Focus) را فیلسوف و روشنفکر فرانسوی، رژی دبره با الهام از تجربیات و استراتژی‌های پیاده شدهٔ چگوارا در انقلاب ۱۹۵۹ کوبا تنطیم کرده‌است.

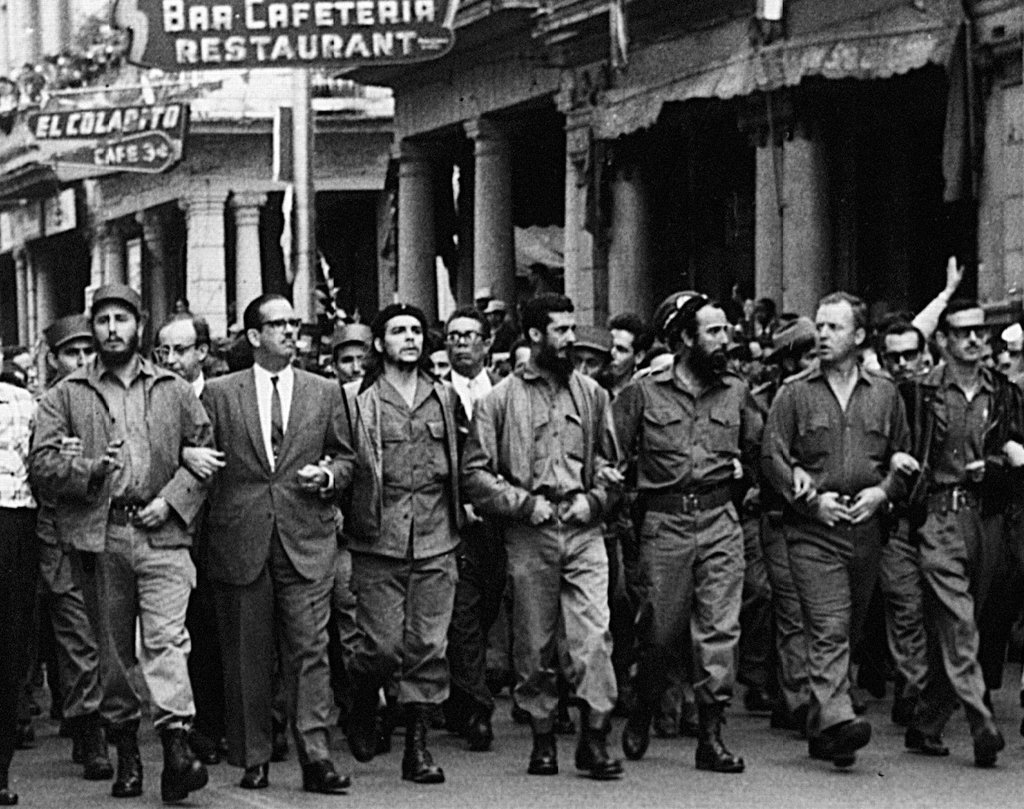
انقلابیون کوبا در راهپیمایی سال ۱۹۶۰-شهر هاوانا

هستهٔ مرکزی این تئوری را یک گروه محدود انقلابیِ پیشتاز و شبه‌نظامی (چریک) تشکیل می‌دهند که می‌توانند با تمرکز نارضایتی‌ها علیه رژیم مستقر، یک قیام عمومی را به‌وجود آورند و سامان‌دهی کنند. اگرچه این تئوری درابتدا تمرکز خود را بر جنگ در مناطق روستایی گذاشته بود اما از دههٔ ۶۰ به بعد با جنبش‌های چریکی جنگ شهری نیز هم‌ساز شد و الگوی بسیاری از جنبش‌های انقلابی در سراسر جهان گشت.

## پیش‌زمینه
چگوارا همچون سایر نظریه‌پردازان مارکسیست (هوشی مین ، مائو تسه تونگ و امیلکار کابرال ) معتقد بود مردمی که در کشورهای تحت سلطهٔ استعمار و استعمار جدید قرار دارند می‌توانند به راحتی این قدرت‌های سلطه‌گر را نابود کنند. او می‌گفت که مردم با در دست گرفتن اسلحه و بسیج روستایی می‌توانند به این مهم دست یابند زیرا که در مناطق روستایی و کوهستانی حضور نیروهای دشمن کم‌رنگ‌تر است.

## انقلاب کوبا

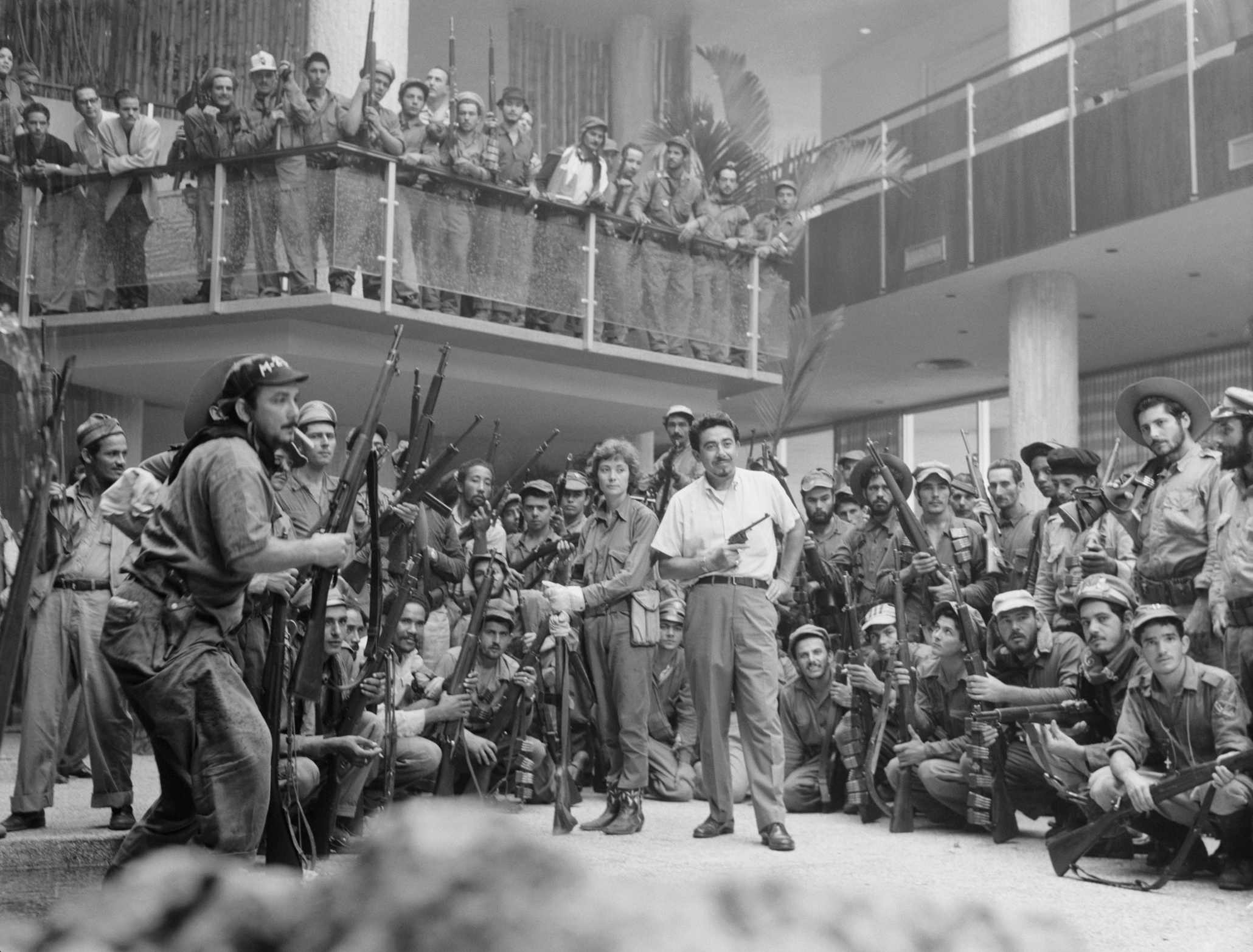
انقلابیون پیروز در سال ۱۹۵۹. چریک‌های به مدت دو سال روستا به روستا و شهر به شهر پیش‌روی کردند تا اینکه در نهایت در روز ۲۶ ژوئن ۱۹۵۹ به هاوانا وارد شدند و ارتش کوبا را درهم شکستند.

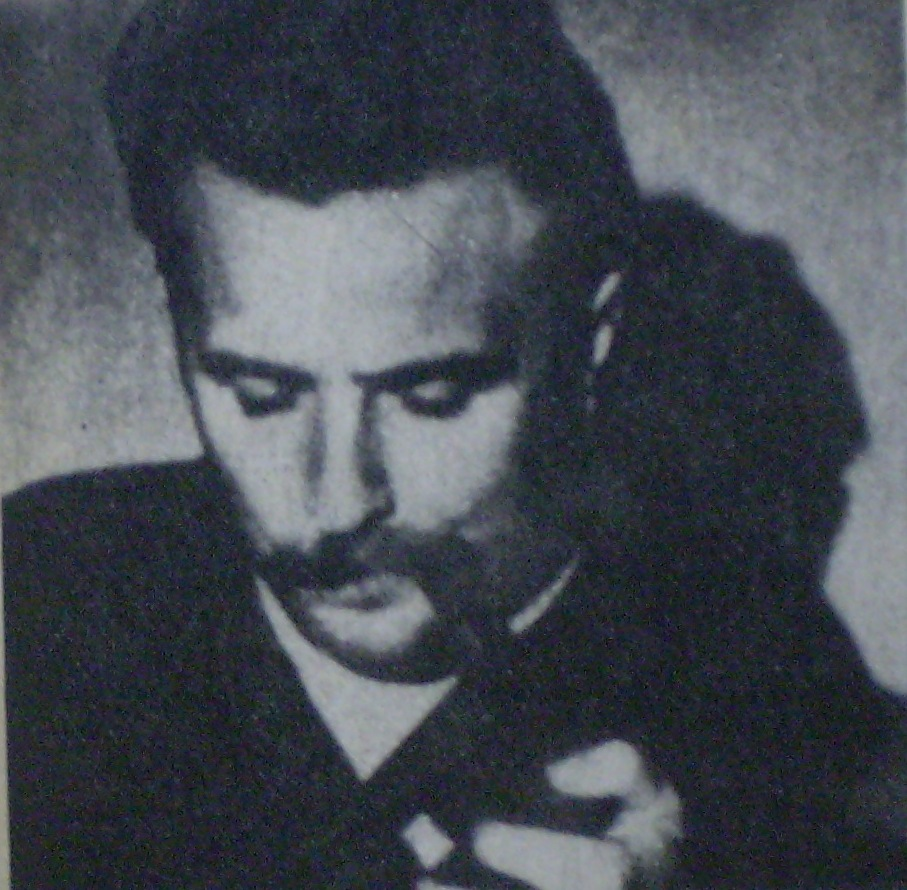
رِژی دُبْره، فیلسوف، روشنفکر و انقلابی مارکسیست فرانسوی. او یکی از همرزمان و دوستان چگوارا بود و تا آخرین روزهای زندگی چه درکنار او قرار داشت.

نظریهٔ فوکو که توسط رژی دبره (همرزم چگوارا) فرمول بندی شده‌است، همان تجربیات و استراتژی‌های پیاده شده چگوارا و فیدل کاسترو در انقلاب کوبا بود. در این انقلاب گروهی ۸۲ نفره از چریک‌های انقلابی از راه دریا و از طریق قایق گرانما، جنگ چریکی را در منطقهٔ جنگلی سیرا مائسترا آغاز کردند و در طی مدت دوسال یک گروه کوچک (از ۸۰ تا ۲۰۰ نفر) مسلح توانستند بر نیروهای ارتش ۳۰ هزارنفری ژنرال باتیستا پیروز شوند و در دسامبر ۱۹۵۸ هاوانا، پایتخت کوبا را تسخیر کنند.

## تئوری
اصل اساسی نظریهٔ کانونی (فوکو) همچون سایر نظریات مارکسیستی مانند تئوری «جنگ خلقی» مائو و حزب پیشگام لنین، روی حمایت‌های مردمی استوار شده‌است. اما برخلاف اکثریت تئوری‌ها، جنگ مسلحانه در مرحلهٔ آخر انقلاب رخ نمی‌داد بلکه این نظریه معتقد بود که بدون وجود شرایط «عینی» انقلاب می‌توان شعلهٔ انقلاب را با این مدل روشن کرد. این آتش به کمک «موتور کوچک» یا همان چریک‌های پیشگام شعله‌ور خواهد شد و حمایت مردمی در قالب یک «قیام عمومی» درمیانهٔ راه به‌وجود می‌آید.

تئوری کانونی که به کاستروئیسم و گوارائیسم نیز معروف است، درزمانی مورد توجه قرار گرفت که طبق سیاست‌های نیکیتا خروشچف، حمایت از جنبش‌های آزادی‌بخش ملی توسط دولت شوروی در طول جنگ سرد در دستور کار قرار گرفته بود. برخلاف این حمایت خارجی، حزب سوسیالیست کوبا دچار بی‌عملی شده بود و از درگیری با دیکتاتوری باتیستا خودداری می‌کرد. همچنین کاستروئیسم-گوارائیسم برخلاف لنینیسم تمرکز خود را روی اقدام انقلابی طبقهٔ خاص پرولتاریا قرار نداده بود و انقلاب را هم نه از مناطق توسعه یافتهٔ شهری بلکه محیط‌های صعب‌العبور جنگلی، کوهستانی و روستایی آغاز می‌کرد (البته بعدها برخی از طرفداران این تئوری جنگ مسلحانه شهری را جایگزین روستا کردند).

وظیفهٔ چریکِ پیشاهنگ، کنترل دستگاه‌های دولتی نبود بلکه او باید روحیهٔ مردم را تقویت می‌کرد و شور انقلابی را بین مردم توزیع می‌کرد. جنگ چریکی همچنین نباید با کمک دولتی خارجی (مثل شوروی) صورت می‌گرفت. گورا معتقد بود که چریک‌ها باید خود را از حمایت دهقانان و کارگران بهره‌مند کنند. او افزود که این تئوری به‌درد کشورهای درحال توسعه (جهان سوم) می‌خورد.

## پس از انقلاب کوبا
پس از پیروزی باورنکردنی چریک‌های کمونیست در کوبا، قدرت بین چریک‌ها تقسیم شد و شخص فیدل کاسترو خود را در قامت دیکتاتور جدید کوبای سوسیالیستی قرار داد. اما تئوریسین اصلی نظریهٔ کانونی، ارنستو چگوارا، بدون توجه به مناصب دولتی و به منظور گسترش انقلاب به بولیوی رفت و تئوری خود را باردیگر در عرصهٔ عمل به چالش کشید. در بولیوی اما برخلاف کوبا حتی با حمایت‌های دولت جدیدالمستقر هاوانا، جنبش چریکی به شکست انجامید زیرا که مردم بومی (کارگران و دهقانان) به‌طور گسترده حاضر به پذیرش و حمایت کمونیست‌ها نشدند. درنهایت چگوارا در سال ۱۹۶۷ به دست نطامیان بولیوی تیرباران شد و جنبش درهم شکست.

پس از مرگ چگوارا و سرگرمی انقلابیون سابق کوبایی درامور روزمرهٔ دولتی، تئوری کانونی گوارا در دههٔ ۷۰ میلادی از رونق افتاد و بسیاری از انقلابیون در جهان یا به سمت مائوئیسم کشیده شدند یا درگیر تفکرات چپ نو و احزاب کمونیستی شدند.

## بازگشتی مجدد

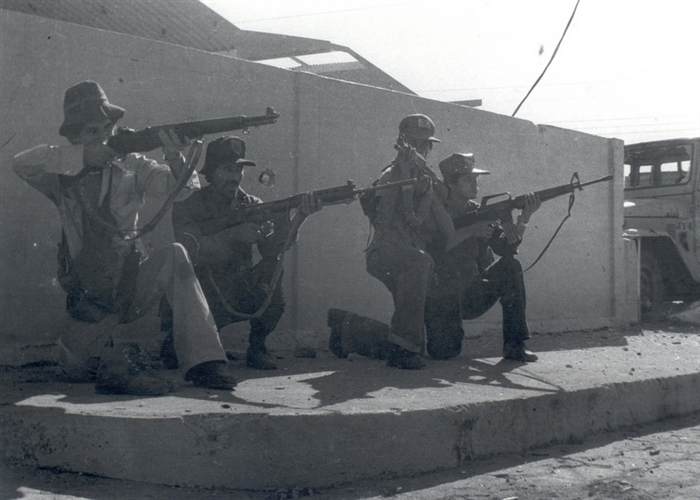
شورشیان ساندینیست

در اواسط دههٔ ۷۰، باردیگر نظریه کانونی در کانون توجه انقلابیون جهان قرار گرفت و الگویی برای مبارزه با دولت‌های وابسته در جهان سوم شد. در سال ۱۹۷۵ انقلابیون آنگولایی برای رهایی از دست استعمار پرتغال، براساس تئوری جنگ چریکی با رهبری ژوزه ادوآردو دوس سانتوس دست به مبارزه زدند و توانستند به استقلال و پیروزی نائل شوند.
در سال ۱۹۷۵، ارتش خلق انقلابی در آرژانتین به استراتژی جنگ چریکی روی آورد. چریک‌های کمونیست در تلاش بودند تا دولت ایزابل پرون را سرنگون سازند، اما پس از تلاش‌های بسیار این شورش به شکست انجامید.
درسال ۱۹۷۹ جنبش‌های زیادی در آمریکای مرکزی نیز با حمایت دولت کاسترو شکل گرفته بود، که از مهمترین آنها شورش موفق ساندینیستا در نیکاراگوئه، جنبش آزادی‌بخش ملی فارابوندو در السالوادور و وحدت ملی انقلابی در گواتمالا بود.

## ایران

مسعود احمدزاده، تئوریسین و یکی از بنیانگذاران سازمان چریک‌های فدایی خلق در دههٔ ۴۰ شمسی. جزوهٔ تحلیلی او با عنوان «مبارزه مسلحانه؛ هم استراتژی هم تاکتیک» همه را به جنگی مسلحانه و چریکی دعوت می‌کرد. این اثر بسیاری از جوانان ایرانی با ایدئولوژی‌های مختلف را مجذوب خود کرد.

در دههٔ ۴۰ شمسی بسیاری از دانشجویان مارکسیست ایرانی با سرخوردگی از بی‌عملی و وابستگی احزاب کمونیستی چون حزب توده، برای شروع مبارزه با دیکتاتوری محمدرضا پهلوی به این تئوری روی آوردند. بنیانگذاران سازمان چریک‌های فدایی خلق نخستین تلاش‌گرانی بودند که با استفاده از آثار رژی دبره، چگوارا و انقلابیون برزیلی سعی در ایجاد یک جنبش چریکی و مبارزه مسلحانه داشتند. مسعود احمدزاده با جزوهٔ مبارزه مسلحانه، هم استراتژی و هم تاکتیک و امیرپرویز پویان با جزوهٔ تحلیلی ضرورت مبارزه مسلحانه و رد تئوری بقا، گروهی انقلابی را خلق کردند که جنگ چریکی شهری و اعمال قهرمانانه را اسلوبی برای مبارزهٔ خود انتخاب کردند و بعدها پس از ادغام با گروهی دیگر (گروه جزنی -حسن ضیاظریفی)، سازمان چریک‌های فدایی خلق ایران را تأسیس کردند.

### ضرورت مبارزه مسلحانه و رد تئوری بقا
این جزوه را امیرپرویز پویان در سال ۴٩ نوشت. او در این جزوه با ارائه یکسری تحلیل‌های اجتماعی از جامعهٔ ایران به سراغ فهم علت رخوت و بی‌عملی سیاسی در ایران رفته بود. پویان استدلال کرده بود که وجود سایهٔ «دو مطلق» در اجتماع ایران یعنی رژیم سرکوبگر پلیسی از یکسو و فقدان وجود یک طبقهٔ کارگر سازمان‌یافته از دیگر سو، مانع از پدید آمدن انقلاب در ایران می‌شد. او برای رهایی از این وضعیت نتیجه‌گیری کرده بود که باید گروهی انقلابی و پیشگام با مبارزهٔ مسلحانه و عمل قهرمانانه خود این فضای آشتی‌جویانه را درهم بشکند و مردم در زنجیر را به میدان انقلاب بکشاند.

نتیجهٔ تلاش‌های این دو فرد در قیام ناموفق سیاهکل خلاصه می‌شود، یعنی جایی که عده‌ای از چریک‌های کمونیست با حمله به پاسگاهی در جنگل‌های شمال ایران سعی در ایجاد جرقه و شعله‌ور کردن انقلابی بزرگ داشتند.